# Post-Romeins Brittannië
Post-Romeins Brittannië is de periode direct na het vertrek van de Romeinen uit Britannia in de 5e eeuw  tot de stichting van de Angelsaksische rijken in de 7e eeuw. Brittannië werd toen bewoond door de Britten, of, ter onderscheid van Britten uit andere periodes, Romano-Britten. Dit waren de deels geromaniseerde Keltische inwoners van de Romeinse provincie Britannia en hun afstammelingen na het vertrek van de Romeinen in de 5e eeuw n.Chr.

## Geschiedenis

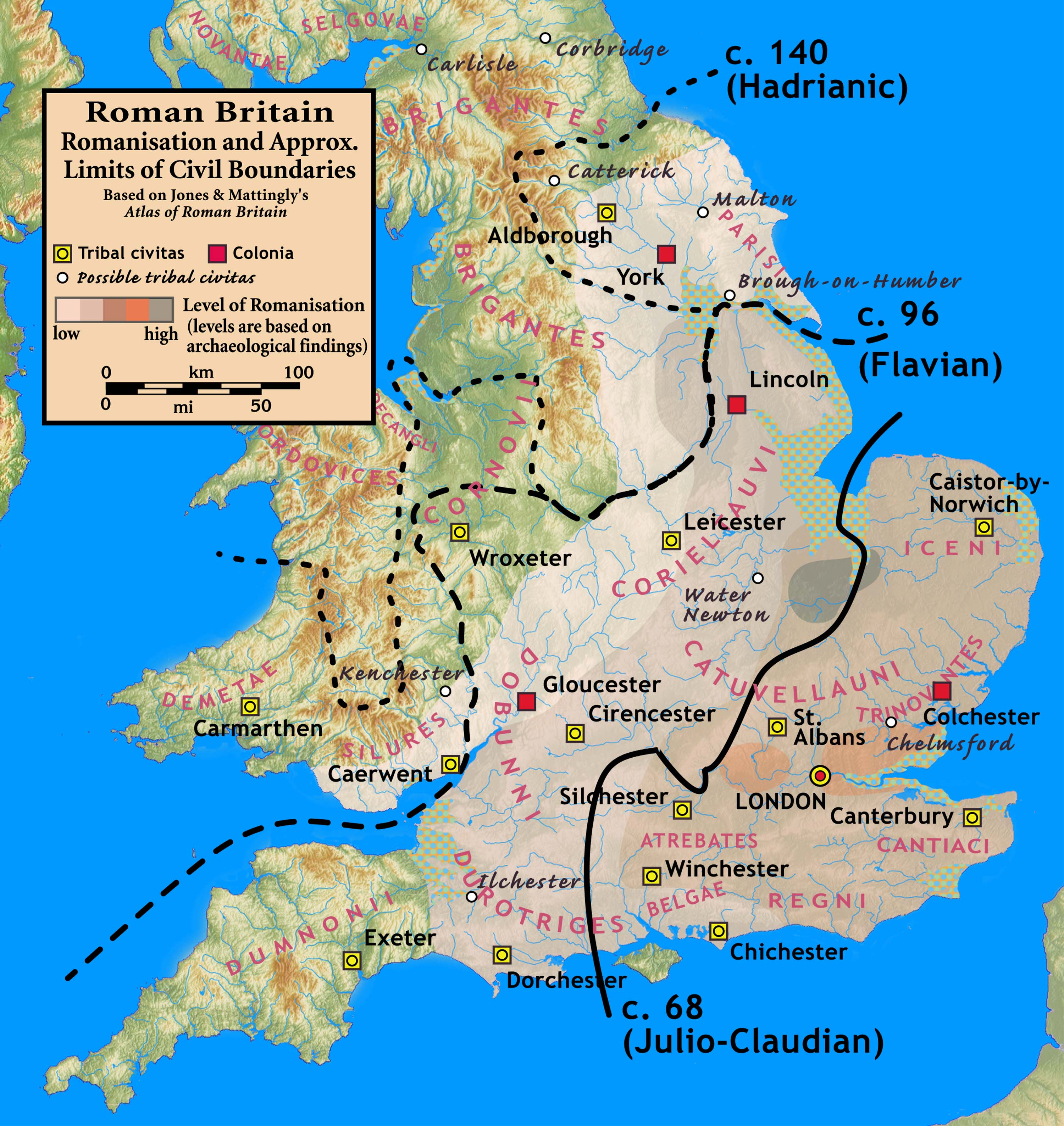
Romeins Britannia met voornaamste nederzettingen en steden

Nadat in 406 de Rijngrens was ingestort door toedoen van de Germaanse Vandalen en Sueven, en Iraanse Alanen, die de Romeinse provincie Gallië doorkruisten, werden in Britannia eerst Marcus, toen Gratianus en als laatste Constantijn III tot keizer benoemd. Constantijn III vertrok naar Gallië om zijn troon te claimen en de invasie een halt toe te roepen, met medeneming van de meeste troepen.
De Britten, zo stelt historicus Zosimus, waren in 409 in opstand gekomen tegen de Romeinen. Wat dit precies inhoudt, is onduidelijk. Sommige historici houden het op een grootschalige boerenopstand, zoals die ook in Armorica plaatsvond. Anderen zien er slechts een opstand tegen Constantijn III en zijn aanhangers in, terwijl weer anderen ervan uitgaan dat het centrale gezag in Britannia wegviel, en de regionale en lokale bestuurders de heerschappij overnamen. De ontstane situatie werd formeel gemaakt door keizer Honorius, die in 410 de Britten meedeelde dat zij zelf voor hun verdediging zorg moesten dragen - vanuit Rome zouden geen troepen meer gestuurd worden.
De twee eeuwen die volgden gelden wel als de 'donkere eeuwen' van de Britse geschiedenis; er is zeer weinig over bekend. Duidelijk is wel dat de Britten opnieuw leden onder invallen van hun buren. Naar het schijnt werden er als bescherming tegen de Picten en de Schotten Angelsaksische huurlingen aangetrokken. Deze kwamen echter al spoedig in opstand, en trokken plunderend en verwoestend door het land. Bronnen geven Vortigern als de naam van de Britse koning, Hengest als die van de Angelsaksische leider.
Onder aanvoering van Ambrosius Aurelianus verzamelden de Britten zich en werd de tegenaanval ingezet. En na een fiks aantal veldslagen, waarvan de Slag bij Mons Badonicus de bekendste en belangrijkste was, wisten zij te zegevieren. De Angelsaksen werden teruggedreven naar hun eigen gebied in het oosten van het eiland. Een andere bekende naam uit deze strijd is die van koning (meer waarschijnlijk legerleider) Arthur. De exacte datum van deze gebeurtenissen is niet bekend, maar Mons Badonicus moet vermoedelijk ergens rond 500 worden geplaatst. De Britten werden in deze tijd geregeerd door een aantal regionale koningen.
| Britannia reges habet sed tyrannos - Britannia heeft koningen, maar het zijn tirannen - Gildas |

In 549 werd het land getroffen door een pestepidemie, en later in de eeuw begonnen de aanvallen van de Angelsaksen opnieuw. Een eerste grote Angelsaksische overwinning was in 571, waarmee ze Limbury, Aylesbury, Benson en Eynsham veroverden. In de zevende eeuw ging de verovering van Brits gebied door.  Angelsaksische rijken als Northumbria, Mercia en Wessex ontstonden en breidden hun grondgebied verder uit. Van Edwin van Northumbria wordt gezegd dat hij zo ver in Brits gebied doorstootte dat zelfs Anglesey en Man onder zijn gezag vielen. In 633 werd hij echter verslagen door een verbond tussen de Britse koning Cadwallon van Gwynedd en de Angelsaksische koning Penda van Mercia. Cadwallon leek Northumbria veroverd te hebben, maar het volgende jaar werd hij zelf verslagen, en sneuvelde.
In deze en latere tijden noemt men de bewoners van de Keltische rijken niet meer Britten maar Welsh, hoewel het door hen bewoonde en beheerste gebied groter is dan het huidige Wales: ook Dumnonia (Devon), Kernow (Cornwall), Rheged (Cumbria) en Strathclyde (zuidwest Schotland) waren nog Welshe rijken.

## Religie
Brittania werd grotendeels gedurende de vierde eeuw gekerstend, en ten tijde van Patricius (5e eeuw) en Gildas (6e eeuw) lijken er van het oude Keltische geloof dan ook geen van belang zijnde sporen meer over. In de 6e eeuw was in Wales de Britse bard Taliesin werkzaam. Hij bezong onder meer de daden van Urien Rheged en diens zoon Owein. 
Wel was het christendom in Britannia soms verschillend van de orthodoxie elders. Zo was Pelagius waarschijnlijk van Britse afkomst, en hoewel hij voornamelijk in de mediterrane wereld actief was, was het ook in Britannia dat zijn leer (het Pelagianisme) het langst van invloed bleef.
Gedurende latere eeuwen zou het christendom zich op de Britse eilanden, overigens vooral in Ierland door de afgelegenheid min of meer zelfstandig ontwikkelen, waardoor het zogenaamde Keltische christendom ontstond.

## Britse koninkrijken
De belangrijkste, of in elk geval bekendste, Britse rijken zijn:
- Strathclyde (zuidwest Schotland)
- Gododdin (zuidoost Schotland)
- Rheged (Lancashire)
- Elmet (westelijk Yorkshire)
- Gwynedd (noord Wales)
- Powys (centraal Wales en Shropshire)
- Dyfed (zuid Wales)
- Dumnonia (Devon)
- Kernow (Cornwall)
- Bryneich (Northumberland)

Zie ook: Lijst van middeleeuwse landen op de Britse Eilanden

## Verder lezen
- P.H. Sawyer, From Roman Britain to Norman England, Londen, Routledge, 19982. ISBN 0415178940
- Christopher A. Snyder, An Age of Tyrants: Britain and the Britons A.D. 400-600, Phoenix Mill (Gloucestershire), Sutton, 1998 ISBN 0750919280